# 모팻츠

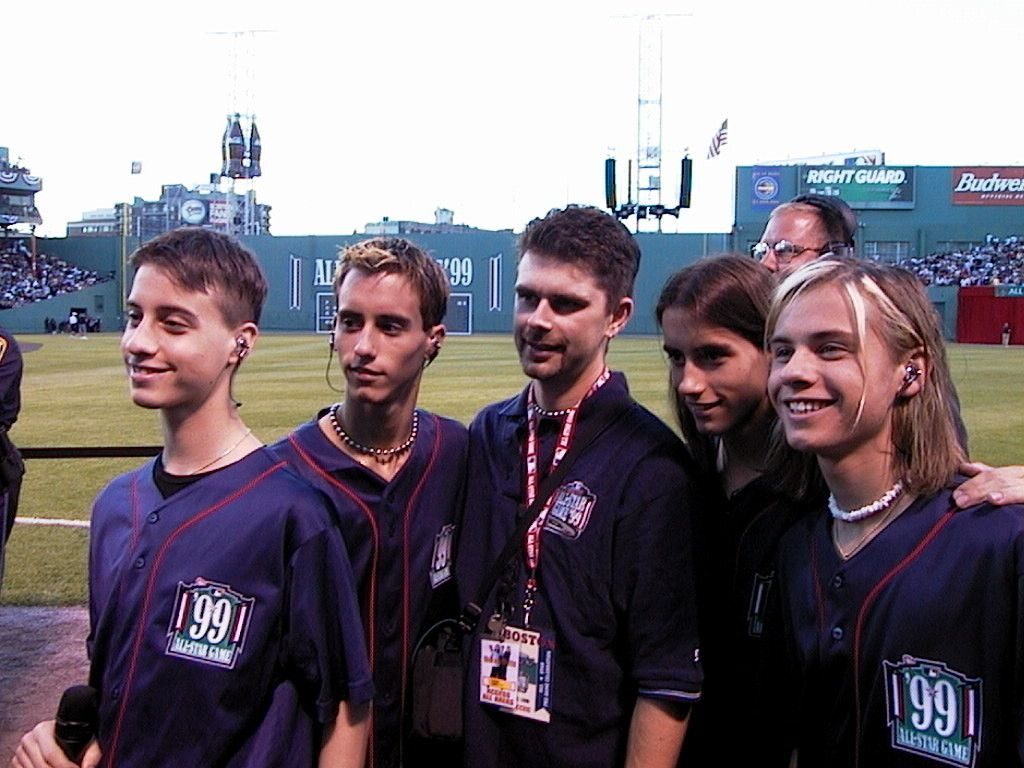

모팻츠(the Moffatts)는 캐나다 출신의 음악 그룹이다. 4명의 멤버가 모두 친형제이다. 대표곡으로는 〈I'll be there for you〉(1998)가 있다.